# 미국 해군 천문대

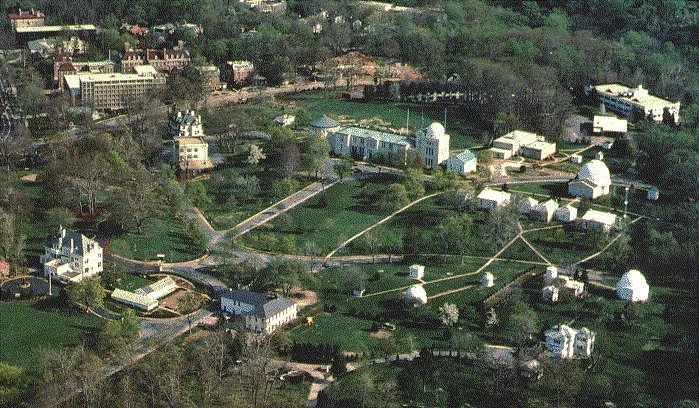

미국해군천문대(United States Naval Observatory, USNO)는 미국 해군과 미국 국방부의 포지셔닝, 항법, 시간을 생성하는 것을 주된 임무로 하는 미국내 가장 오래된 과학 기관들 중 하나이다.
이 천문대는 워싱턴 D.C.에 위치해 있다.

## 같이 보기
- 별하늘 찾기 운동
- 시보